# Tấm băng

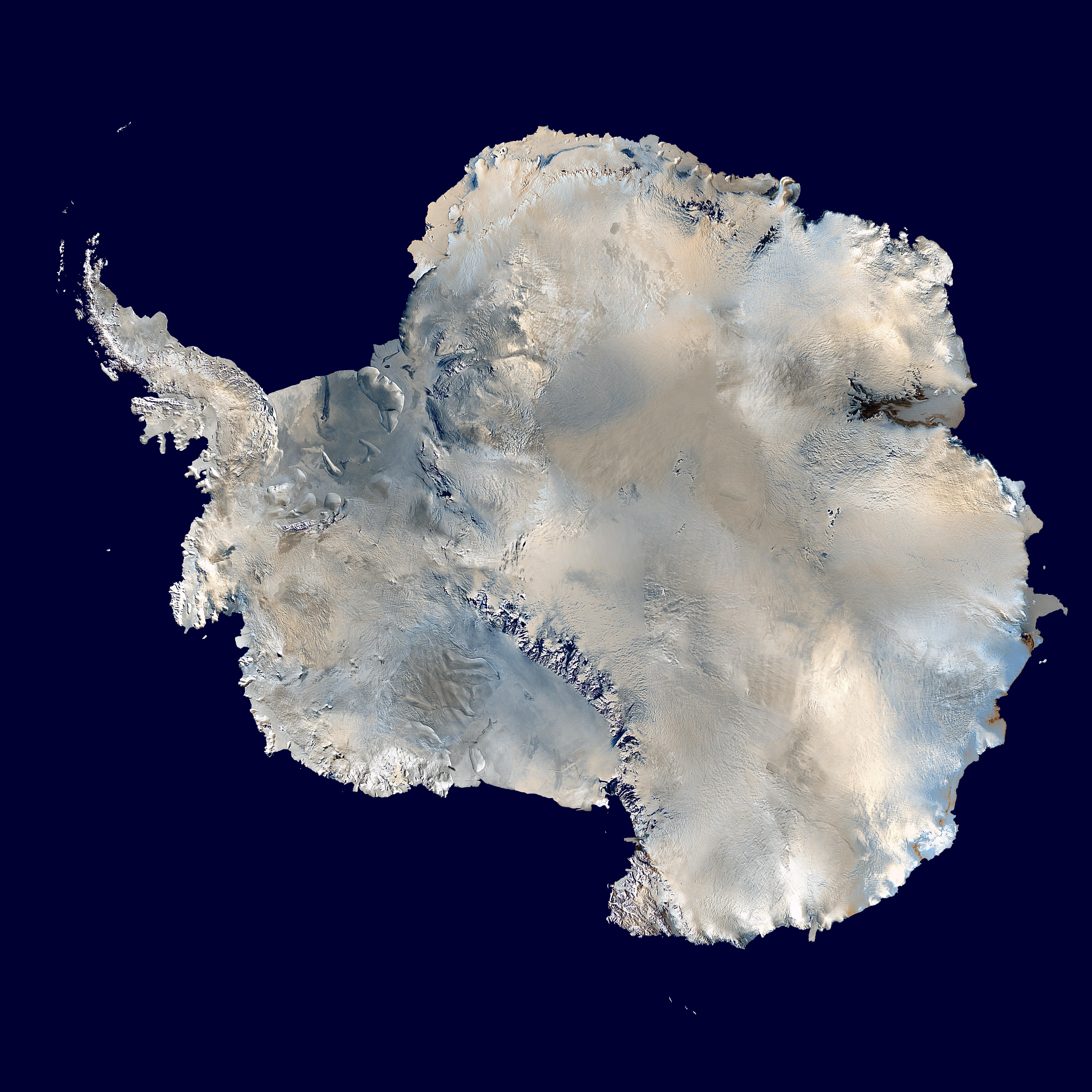
Hình ảnh Nam Cực

Một tấm băng (tiếng Anh: ice sheet) hay mảng băng là một khối băng băng bao phủ địa hình xung quanh và rộng hơn 50.000 km2 (19.000 dặm vuông Anh),, còn gọi là sông băng lục địa. Các tấm băng duy nhất hiện tại nằm ở Nam Cực và Greenland; Trong thời kỳ băng hà cuối cùng tại Last Glacial Maximum (LGM) tấm băng Laurentide chiếm nhiều phần của Bắc Mỹ, lớp băng Weichselian bao phủ Bắc Âu và tấm băng Patagonia bao phủ Nam Nam Mỹ.
Các tấm băng lớn hơn các kệ băng hoặc các sông băng trên núi. Các khối băng bao phủ dưới 50.000 km2 được gọi là một mũ băng. Chỏm băng thông thường sẽ nuôi một loạt các sông băng quanh vùng ngoại vi của nó.

Greenland.

Chế độ xem trên không của tấm băng trên bờ biển phía đông của Greenland
Mặc dù bề mặt lạnh, nền của một tấm băng thường nóng hơn do nhiệt địa nhiệt. Ở những nơi, sự tan chảy xảy ra và nước chảy bôi trơn băng để nó chảy nhanh hơn. Quá trình này tạo ra các kênh chảy nhanh trong băng - đó là các dòng băng.
Các dải cực cực đại ngày nay tương đối trẻ về mặt địa chất. Băng Khe Nam Cực đầu tiên được hình thành như một cái nắp đá nhỏ (có thể vài) ở Oligoxen sớm, nhưng lại rút lui và tiến bộ nhiều lần cho đến Pliocene, khi nó chiếm hầu hết Nam Cực. Tấm băng Greenland đã không phát triển cho đến Pliocene muộn, nhưng dường như phát triển rất nhanh với sự đóng băng lục địa đầu tiên. Điều này có tác dụng bất thường cho phép các hóa thạch của thực vật đã từng tăng lên trên Greenland ngày nay để được bảo tồn tốt hơn nhiều so với tấm băng Nam Cực đang hình thành từ từ.